# دنيس إل. هارتمان
دنيس إل. هارتمان (بالإنجليزية: Dennis L. Hartmann)‏ هو عالم الغلاف الجوي ‏ أمريكي، ولد في القرن العشرين.